# Steffen Patzold

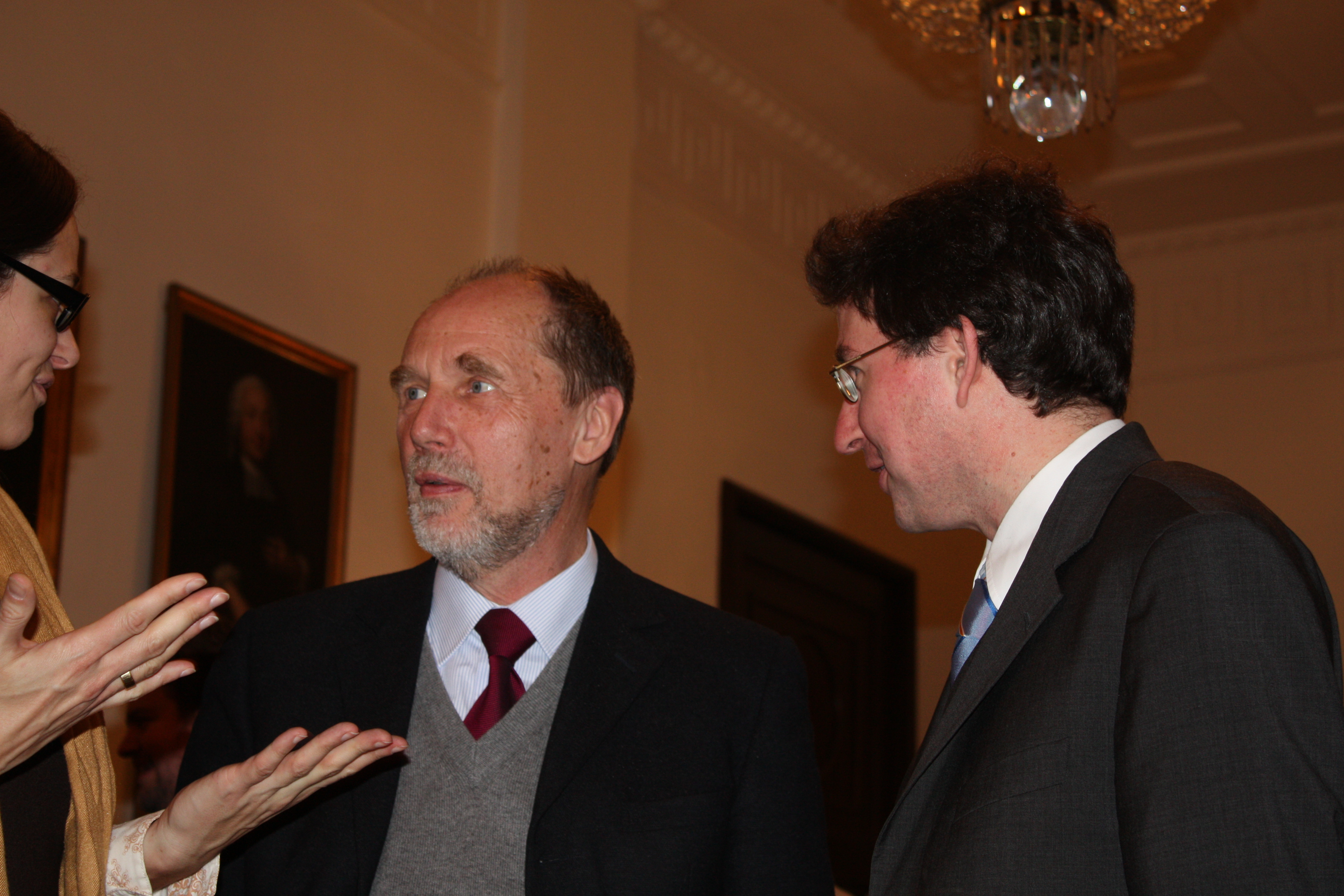
Steffen Patzold (rechts) nach seiner Antrittsvorlesung im Jahr 2009, mittig: Sönke Lorenz

Steffen Patzold (* 1. September 1972 in Hannover) ist ein deutscher Historiker, der die Geschichte des frühen und hohen Mittelalters erforscht. Patzold lehrt seit 2007 als Professor für Mittelalterliche Geschichte und Historische Hilfswissenschaften an der Universität Tübingen.

## Leben
Steffen Patzold wurde als zweites Kind eines Mediziners geboren. Nach dem Abitur am Wilhelm-Gymnasium in Braunschweig 1991 wollte Patzold Journalist werden. Er studierte von 1991 bis 1996 Geschichte, Kunstgeschichte und Journalistik an der Universität Hamburg. Er schloss das Magisterexamen bei Hans-Werner Goetz mit einer Arbeit über Konflikte im frühmittelalterlichen Kloster am Beispiel St. Gallens und Fuldas ab. Bei Goetz wurde er 1999 mit einer Dissertation über Konflikte im Kloster im Reich der Ottonen und Salier promoviert. Von 2000 bis 2006 besetzte er die Stelle als Goetz’ Assistent.
Im Jahr 2006 erfolgte, wiederum an der Universität Hamburg, seine Habilitation mit einer Arbeit zum Thema Episcopus. Studien zum Wissen über Bischöfe im Frankenreich des 9. und frühen 10. Jahrhunderts. Im Jahr 2007 wechselte er als wissenschaftlicher Mitarbeiter an das Max-Planck-Institut für europäische Rechtsgeschichte in Frankfurt am Main; im Sommersemester desselben Jahres nahm er eine Lehrstuhlvertretung für mittelalterliche Geschichte an der Universität Kassel wahr, bevor er zum Wintersemester 2007/08 die Nachfolge Wilfried Hartmanns an der Universität Tübingen antrat, wo er seitdem als W3-Professor für Mittelalterliche Geschichte und Historische Hilfswissenschaften lehrt. Im Januar 2009 hielt er in Tübingen seine Antrittsvorlesung zum Thema Einheit und Teilung. Eine Denkfigur der Karolingerzeit. Eine Berufung an die Universität Münster als Nachfolger von Gerd Althoff lehnte Patzold 2010 ab, ebenso wie bereits Anfang 2008 den Ruf nach Bern als Nachfolger von Rainer Christoph Schwinges. Patzold war vom Wintersemester 2010/2011 bis Sommersemester 2016 Studiendekan der Philosophischen Fakultät.
Er ist Mitglied des Konstanzer Arbeitskreises für mittelalterliche Geschichte sowie seit 2012 ordentliches Mitglied der Heidelberger Akademie der Wissenschaften. Seit 2017 gibt er mit Harald Müller die Reihe Monographien zur Geschichte des Mittelalters heraus.

## Forschungsschwerpunkte
Patzolds Forschungsschwerpunkte sind die Geschichte des Früh- und Hochmittelalters, die Politik- und Kirchengeschichte der Karolingerzeit, die Geschichte des Mönchtums und die Wahrnehmungs- und Deutungsmuster des Mittelalters.

### Mediävistische Konfliktforschung
In seiner Hamburger Dissertation untersuchte Patzold anhand von fünf Fallbeispielen für Konflikte zwischen dem Abt und dem Konvent (63–189) und drei Fallbeispielen für Konflikte unter Konventualen (S. 190–216) die innerklösterlichen Auseinandersetzungen in ottonisch-frühsalischer Zeit. Damit erschloss er ein bislang vernachlässigtes Themenfeld. Patzold schlussfolgert für seine Untersuchung, dass die Zeitgenossen die Ursachen fast ausschließlich in den Charaktereigenschaften der Kontrahenten gesucht haben. Die strukturellen Ursachen der Konflikte lagen jedoch in den engen Verflechtungen von Kloster und Außenwelt. In seiner Dissertation erprobte er das Konfliktlösungsmodell von Gerd Althoff aus dem weltlichen Bereich an innerklösterlichen Konflikten. Nach diesem Modell hatte der unterlegene Kontrahent sich dem Sieger bedingungslos zu unterwerfen. Im Vorfeld dazu wurde von Vermittlern die Begnadigung des Unterlegenen abgesprochen. Diese Unterwerfung war nach Althoff ein Ritual. Die Unterwerfung habe die Versöhnung offensichtlich gemacht und dem Sieger die Möglichkeit eingeräumt, den Unterlegenen gnädig zu behandeln. Patzold stellte im Ergebnis auch fest, dass Althoffs Konfliktlösungsmodell nur mit Einschränkungen für innerklösterliche Konflikte zutreffe. Mönche und Äbte suchten zwar durchaus ihre Auseinandersetzungen mit Vermittlern zu beenden, aber sie nutzten auch zahlreiche andere Mittel und Methoden. Patzold untersuchte anhand der Gesta episcoporum Cameracensium, der Gesta abbatum Lobiensium des Abtes Folkuin von Laubach und der Gesta episcoporum Leodiensium des Anselm von Lüttich die Konfliktführung in Niederlothringen zur Zeit der Ottonen und frühen Salier. Er stellte „eine bemerkenswert formenreiche Konfliktregelung der Ottonenzeit“ fest. Die Quellen ließen verschiedenartige Methoden der Konfliktaustragung und -beendigung erkennen.
Der DFG-geförderte Sonderforschungsbereich 923 „Bedrohte Ordnungen“ nahm im Sommer 2011 seine Arbeit auf und beendete diese im Jahr 2023. Die Eröffnungstagung fand im Jahr 2012 statt. Den Aufstand Heinrichs V. gegen seinen Vater Heinrich IV. nahm Patzold dabei als Fallbeispiel, um die mediävistische Konfliktforschung durch die Analyse der Konflikte 1105/06 als Zeichen bedrohter Ordnung weiterzuentwickeln. Die in den Konflikten verfassten parteiischen Quellen spielen dabei eine besondere Rolle. Sie sind für Patzold geradezu „Überrest einer bedrohten Ordnung im frühen 12. Jahrhundert“. Patzold plädiert dafür, Ordnung nicht länger als stabiles Phänomen, sondern als Aushandlungsprozess zwischen den Beteiligten und ihren Interessen anzusehen. Patzold ist momentan mit zwei Teilprojekten am Sonderforschungsbereich „Bedrohte Ordnungen“ beteiligt. Seine Teilprojekte behandeln die Sicherung agrarischer Arbeitskraft und die Bewältigung des Zerfalls des Karolingerreichs um 900.

### Politik-, Kirchen- und Rechtsgeschichte der Karolingerzeit
Im Jahr 2013 veröffentlichte Patzold ein ausführliches Lebensbild über Einhard, der zu den wichtigsten Ratgebern am Hofe Karls des Großen und dessen Nachfolger Ludwig des Frommen zählte. Nach Patzold entstand Einhards Vita Karoli Magni im Frühjahr 829 in Mulinheim (Seligenstadt) und wurde nicht als Kritik an Ludwig dem Frommen verfasst, sondern verfolge die Absicht, vor der eigenen Hofgesellschaft mit einem literarischen Bravourstück zu glänzen und zugleich den freiwilligen Rückzug als Gelehrter einzuleiten. Als allseits respektierter Gelehrter wolle Einhard fern von der alltäglichen Konkurrenz am Hof gerne bei existentiellen Fragen gehört werden. Die Anregung zu diesem Entschluss habe Einhard durch das Studium der Vorreden in den Tusculanen von Cicero erhalten. Diese These hatte Patzold zuvor bereits in einem 2011 veröffentlichten Aufsatz vertreten.
Patzold widersprach der verbreiteten Annahme von einem kulturellen Niedergang im Kloster Fulda im späten 9. und frühen 10. Jahrhundert. Er verweist stattdessen auf die Anlage eines Abtskatalogs und eines Martyrologiums, auf Indizien für die fortgesetzte Benutzung der Bibliothek und den Betrieb des Skriptoriums in den Jahrzehnten um 900. Patzold arbeitet mit Philippe Depreux, Karl Ubl und Stefan Esders an der Neuedition der Kapitularien der Karolingerzeit für die Monumenta Germaniae Historica. Der erste Band der Neuedition erschien 2024 und umfasst die von Kaiser Ludwig den Frommen und von seinem Sohn Lothar erlassenen Kapitularien mit umfassendem Kommentar und deutscher Übersetzung. Kapitularien versteht Patzold anders als die bisherige Forschung nicht einfach als Herrschererlasse oder als eine spezifische Gattung königlicher Rechtstexte, sondern begreift sie als Überreste der Politik auf den fränkischen Reichsversammlungen und der Kommunikation zwischen Herrscher und Eliten.
Patzold befasste sich wiederholt mit den pseudoisidorischen Fälschungen. Anlass der Fälschungsaktion war nach Patzold nicht die Absetzung Erzbischofs Ebos von Reims 835, sondern die Verbannung Bischof Jesses von Amiens vier Jahre zuvor. Im Jahr 2015 veröffentlichte Patzold eine Untersuchung über die pseudoisidorischen Dekretalen. Die Forschung vertrat lange die Sichtweise, dass die C-Klasse der pseudoisidorischen Dekretalen im 11. oder sogar erst im 12. Jahrhundert entstand. Patzold plädiert in seiner Untersuchung hingegen dafür, dass auch diese Version im 9. Jahrhundert entstand. Die Entstehungszeit setzt er „frühestens in den 840er Jahren, vielleicht aber auch erst in den 850er Jahren“ an. Für eine mögliche Neuedition hätte dies die Konsequenz, dass sich kein „Urtext“ rekonstruieren lässt, da mehrere Versionen gleichberechtigt nebeneinanderstehen.
In einer 2020 veröffentlichten Studie war es Patzolds Anliegen, sich kritisch mit dem von Ulrich Stutz in dessen Dissertation Ende des 19. Jahrhunderts geprägten Begriff der Eigenkirche auseinanderzusetzen. Anhand mehrerer Fallbeispiele verdeutlicht Patzold seine Einwände gegen die Begrifflichkeit. Dem von Stutz geschaffenen Modell stellt Patzold eine neue Sichtweise gegenüber: „Ihm zufolge trieben vor allem das politische Streben nach gottgefälliger Correctio aller Menschen und die unauflösliche Spannung von Mobilität und Verortung die kirchlichen Strukturierungen voran – in einer Welt, in der der Besitz eines Kirchengebäudes samt Zubehör gerade auch Laien religiöse Vorbehalte, gesellschaftliches Ansehen und [...] eine Chance auf ökonomischen Gewinn durch fromme Schenkungen anderer verhieß“.

### Erforschung mittelalterlicher Bischöfe und Mönchsgemeinschaften
In seiner Habilitation befasst er sich mit der Frage nach dem Wissen über die Macht der Bischöfe im Frankenreich des 9. und frühen 10. Jahrhunderts. Unter Macht versteht Patzold nicht den einzelnen Bischof oder seine Fertigkeiten, die dem Bischof durch sein Amt verliehen worden sind, sondern das „Wissen der Mitlebenden, daß der Bischof zu bestimmten Handlungen berechtigt oder fähig sei“. Methodisch geht Patzold in zwei Schritten vor. Er will anhand der verschiedenen Quellengattungen beschreiben, was die verschiedenen sozialen Gruppen im Reich überhaupt über die Fähigkeiten von Bischöfen wussten und zum zweiten analysiert er den Prozess, in dem dieses Wissen entstanden ist, also „hervorgebracht, weitervermittelt, bestätigt oder verändert wurde“. Als entscheidende Umbruchphase macht Patzold die 820er Jahre aus. In dieser Zeit sei ein neues Bischofsmodell konzipiert worden. Als wichtige Texte verweist er auf die Ordinatio Ludwigs des Frommen (823/25) und die Akten von Synoden in den 820er Jahren. Das dort formulierte Modell („Pariser Modell“) vom Miteinander des Episkopats und des Königs habe sich über mehrere Jahre „bei bestimmten sozialen Gruppen und in bestimmten Regionen des Reiches zu einem neuen Wissen über Bischöfe, Kaiser und Volk“ gefestigt. Er weist nach, dass das sogenannte „Pariser Modell“ sich erst in einem Zeitraum bis 843 sowohl in Ritualen wie auch in Texten vermehrt wiederfindet. Damit widerlegt er die bisherige Forschungsmeinung, wonach die Reformen von 823/825 und 829 ohne Wirkung geblieben seien. Hinsichtlich der Debatte über die Reichskirche hebt er hervor, dass bereits unter Ludwig dem Frommen in den 820er Jahren ein Bischofsmodell existierte, das dem Episkopat gemeinsam mit dem Kaiser die Leitung der Christenheit zuschrieb.

### Lehnswesen
Im Jahr 2012 legte Patzold eine Überblicksdarstellung zum Lehnswesen vor. Dabei stellt er das im 19. Jahrhundert entwickelte klassische Modell vor, um dann die Kritik der jüngeren Forschung daran entgegenzuhalten. Für die von Andreas Fahrmeir herausgegebene Darstellung zur Globalgeschichte Deutschlands verfasste er den Abschnitt über das Lehnswesen.
Mit Jürgen Dendorfer war er 2023 Herausgebers des Sammelbandes Tenere et habere. Leihen als soziale Praxis im frühen und hohen Mittelalter heraus. Sie präsentierten neue Terminologie „die es Historikern erlaubt, einigermaßen klar über die Praxis des Leihens im Mittelalter zu sprechen“. Den Begriff Lehen, der allzu oft eine feudo-vasallitische Definition in der Mediävistik beinhaltet, ersetzen sie im Sinne von Wilhelm Ebel durch Leihe. Darunter verstehen sie mit Ebel eine Praxis, die die „Übertragung einer abgeleiteten Befugnis, eine Ermächtigung, die Ausübung übertragener Rechte zum Gegenstand“ hat. Sie identifizieren mit die Prekarie, die Pacht und das Pfand drei „etwas deutlicher fassbare Konzepte“ des Leihens. Für alle anderen Formen der Leihe stellen sie zwei weitere Konzepte vor. Die erste Form ist die „normale Leihe“, die nicht in die drei vorhergehenden Typen passt und nicht mit einer Gegenleistung verbunden ist. Die zweite Variante ist die der „konditionalen Leihe“ und wird wiederum unterteilt in Leihe gegen Dienst und Leihe gegen Abgaben. Diese Konzepte sind Grundlage für alle Aufsätze dieses Bandes, die jeweils ein spezifisches Quellencorpus untersuchen.
In einem 2023 veröffentlichten Beitrag zur Forschungsdiskussion um den Begriff des Lehnswesens kam Patzold zum Ergebnis, dass man eine von der älteren Forschung angenommene „klare Vorstellung der Akteure von einem spezifischen Typus von Lehen, der an die Vasallität, an den Handgang und die Mannschaft gebunden wäre“ nicht mehr voraussetzen könne.

### Weitere Forschungen im Bereich Frühmittelalter
Im Mai 2010 fand in Tübingen im Rahmen des Forschungsverbundes Nomen et Gens die internationale Tagung „Verwandtschaft, Name und soziale Ordnung (300–1000)“ statt. Das Ziel war es, „eine Prosopographie der kontinentaleuropäischen gentes vom 4. bis 8. Jahrhundert zu erarbeiten“. Der Tagungsband wurde von Patzold mit Karl Ubl 2015 herausgegeben. 
Mit Klaus Ridder war Patzold 2013 Mitherausgeber eines Sammelbandes, der die Ergebnisse der Tagung „Die Aktualität der Vormoderne. Epochenentwürfe und europäische Identitäten“ des Tübinger Zentrums „Vormodernes Europa“ aus dem Jahr 2010 bündelt. Ziel des Bandes ist es, „Nutzen und Kosten, Chancen und Risiken der aktuellen Neuvermessung von Raum und Zeit in den Kultur- und Geisteswissenschaften“ zur Diskussion zu stellen. Neben der Einleitung umfasst der Band 14 Aufsätze.
Der 1500. Todestag Chlodwigs war Anlass für eine von Patzold, Mischa Meier und Dieter R. Bauer durchgeführte wissenschaftlichen Tagung Chlodwigs Welt. Organisation von Herrschaft um 500, die vom 30. September bis 2. Oktober 2011 in Weingarten stattfand. Der Band umfasst 20 Beiträge und wurde 2014 veröffentlicht. Zusammen mit Depreux hat Patzold im September 2014 in Aachen die internationale Tagung „Politik und Versammlung im Frühmittelalter“ abgehalten. Patzold organisierte 2015 eine Frühjahrstagung des Konstanzer Arbeitskreises auf der Insel Reichenau zum Thema „Kleine Welten: Ländliche Gesellschaften im Karolingerreich“. Die Beiträge gab Patzold 2019 mit Thomas Kohl und Bernhard Zeller in einen Sammelband heraus.
Im Jahr 2017 übernahm Patzold außerdem zusammen mit Mischa Meier und Sebastian Schmidt-Hofner die Projektleitung der durch DFG-Mittel neu eingerichteten Kolleg-Forschergruppe „Migration und Mobilität in Spätantike und Frühmittelalter“. Ziel der Gruppe ist, Migration und Mobilität in der Zeit zwischen 250 und 900 n. Chr. als epochenübergreifendes Phänomen zu untersuchen. Ihr historisch vergleichender Ansatz berücksichtigt dabei auch Methoden und Ergebnisse der modernen Migrationsforschung.

## Schriften (Auswahl)
Quellenedition
- Gabriel Anhegger, Louisa Schulz, Erik Wascheck: Die Annales Petaviani. Kritische Edition und Übersetzung (= Monumenta Germaniae historica. Studien und Texte. Band 71). Harrassowitz Verlag, Wiesbaden 2024, ISBN 978-3-447-12213-9.
- mit Stefan Esders, Britta Mischke, Dominik Trump, Karl Ubl: Fränkische Herrschererlasse 814–840. Capitularia regum Francorum 814–840 (= Capitularia regum francorum, Nova series. Band 4). Teil 1. Harrassowitz Verlag, Wiesbaden 2024, ISBN 978-3-447-11979-5.
- mit Stefan Esders, Britta Mischke, Dominik Trump, Karl Ubl: Fränkische Herrschererlasse 814–840. Capitularia regum Francorum 814–840 (= Capitularia regum francorum, Nova series. Band 4). Teil 2. Harrassowitz Verlag, Wiesbaden 2024, ISBN 978-3-447-11979-5.

Monografien
- mit Mischa Meier: Gene und Geschichte. Was die Archäogenetik zur Geschichtsforschung beitragen kann. Hiersemann, Stuttgart 2021, ISBN 978-3-7772-2103-8.
- Wie regierte Karl der Große? Listen und Politik in der frühen Karolingerzeit. Greven, Köln 2020, ISBN 978-3-7743-0929-6.
- Presbyter. Moral, Mobilität und die Kirchenorganisation im Karolingerreich (= Monographien zur Geschichte des Mittelalters. Bd. 68). Hiersemann, Stuttgart 2020, ISBN 978-3-7772-2023-9.
- Gefälschtes Recht aus dem Frühmittelalter. Untersuchungen zur Herstellung und Überlieferung der pseudoisidorischen Dekretalen (= Schriften der Philosophisch-historischen Klasse der Heidelberger Akademie der Wissenschaften. Bd. 55). Winter, Heidelberg 2015, ISBN 978-3-8253-6511-0.
- Ich und Karl der Große. Das Leben des Höflings Einhard. Klett-Cotta, Stuttgart 2013, ISBN 978-3-608-94764-9.
- Das Lehnswesen (= Beck’sche Reihe. Bd. 2745; C. H. Beck Wissen). Beck, München 2012, ISBN 978-3-406-63235-8.
- mit Mischa Meier: August 410 – Ein Kampf um Rom. Klett-Cotta, München 2010, ISBN 978-3-608-94646-8.
- Episcopus. Wissen über Bischöfe im Frankenreich des späten 8. bis frühen 10. Jahrhunderts (= Mittelalter-Forschungen. Bd. 25). Thorbecke, Ostfildern 2008, ISBN 978-3-7995-4276-0 (Digitalisat).
- Konflikte im Kloster. Studien zu Auseinandersetzungen in monastischen Gemeinschaften des ottonisch-salischen Reichs (= Historische Studien. Bd. 463). Matthiesen, Husum 2000, ISBN 3-7868-1463-5 (Zugleich: Hamburg, Universität, Dissertation, 2000).

Herausgeberschaften
- mit Jürgen Dendorfer: Tenere et habere. Leihen als soziale Praxis im frühen und hohen Mittelalter (= Besitz und Beziehungen. Bd. 1). Thorbecke, Ostfildern 2023, ISBN 978-3-7995-5040-6.
- mit Cécile Lignereux, Stéphane Macé, Klaus Ridder: Vulnerabilität. Diskurse und Vorstellungen vom Frühmittelalter bis ins 18. Jahrhundert (= Bedrohte Ordnungen. Bd. 13). Mohr Siebeck, Tübingen 2020, ISBN 978-3-16-157676-8.
- mit Thomas Kohl, Bernhard Zeller: Kleine Welten. Ländliche Gesellschaften im Karolingerreich (= Vorträge und Forschungen. Bd. 87). Thorbecke, Ostfildern 2019, ISBN 978-3-7995-6887-6 (online).
- mit Mischa Meier: Chlodwigs Welt. Organisation von Herrschaft um 500. Steiner, Stuttgart 2014, ISBN 978-3-515-10853-9.
- mit Jürgen Martschukat: Geschichtswissenschaft und „performative turn“. Ritual, Inszenierung und Performanz vom Mittelalter bis zur Neuzeit (= Norm und Struktur. Bd. 19). Böhlau, Köln u. a. 2003, ISBN 3-412-07203-6.

Übersetzungen 
- Translatio et Miracula Sanctorum Marcellini et Petri. = Translation und Wunder der Heiligen Marcellinus und Petrus (= Acta Einhardi. Bd. 2). Einhard-Gesellschaft, Seligenstadt 2015, ISBN 978-3-00-049804-6.